# 杨立瑜
杨立瑜（1997年2月13日—），中国足球运动员，出生于重庆市，司职前锋，现效力于中国足球超级联赛球队北京國安。

## 俱乐部生涯
2015年，杨立瑜自武汉卓尔加盟葡乙球队贡多马尔。2016年5月8日，他在0–1负于阿纳迪亚的比赛中首发出场，完成了自己的成年队首秀，但56分钟即被红牌罚下。在2016年夏天，杨立瑜被正式提拔到一线队。在2016–17赛季，他为贡多马尔出战6场联赛。
2017年1月26日，杨立瑜被租借至中超球队天津泰达。3月24日，在客场0–2负于山东鲁能泰山的比赛中，杨立瑜完成中超首秀。8月9日，在客场对阵延边富德的比赛中，杨立瑜攻入自己的成年队首球，但球队最终1–3告负。在9月27日主场对阵贵州恒丰智诚的比赛中，他攻入了全季的另一个进球。2017赛季，杨立瑜作为球队的主要U-23人选，共代表球队出战26场联赛，攻入2球。
2017年12月24日，杨立瑜转会加盟中超班霸广州恒大淘宝。
2023年3月30日，杨立瑜转会加盟北京国安足球俱乐部。

## 国家队生涯
2017年11月，杨立瑜被征召入2017年东亚足球锦标赛大名单。2017年12月9日，在东亚杯首轮对阵韩国的比赛中，杨立瑜首发出场，完成了自己的国家队首秀。他在2017年东亚杯的三场比赛中全部出场。